# National Basketball League 1943-1944
La stagione di National Basketball League 1943-1944 fu la settima nella storia della National Basketball League. Vinsero il titolo i Fort Wayne Zollner Pistons.

## Risultati

### Stagione regolare
| Squadra                    | V  | P  | %    |
| -------------------------- | -- | -- | ---- |
| Fort Wayne Zollner Pistons | 18 | 4  | 81,8 |
| Sheboygan Red Skins        | 14 | 8  | 63,6 |
| Oshkosh All-Stars          | 7  | 15 | 31,8 |
| Cleveland Chase Brassmen   | 3  | 15 | 16,7 |

### Playoff
|  | Semifinali Al meglio delle tre partite | Semifinali Al meglio delle tre partite | Semifinali Al meglio delle tre partite | Semifinali Al meglio delle tre partite | Semifinali Al meglio delle tre partite |  |  | Finale Al meglio delle cinque partite | Finale Al meglio delle cinque partite | Finale Al meglio delle cinque partite | Finale Al meglio delle cinque partite | Finale Al meglio delle cinque partite | Finale Al meglio delle cinque partite | Finale Al meglio delle cinque partite |  |
|  |                                        |                                        |                                        |                                        |                                        |  |  |                                       |                                       |                                       |                                       |                                       |                                       |                                       |  |
|  | 1                                      | Ft. Wayne Pistons                      | Ft. Wayne Pistons                      | 64                                     | 42                                     |  |  |                                       |                                       |                                       |                                       |                                       |                                       |                                       |  |
|  | 4                                      | Cleveland Brass                        | Cleveland Brass                        | 37                                     | 31                                     |  |  | 1                                     | Ft. Wayne Pistons                     | Ft. Wayne Pistons                     | Ft. Wayne Pistons                     | 55                                    | 36                                    | 48                                    |  |
|  | 2                                      | Sheb. Red Skins                        | 32                                     | 32                                     | 40                                     |  |  | 2                                     | Sheb. Red Skins                       | Sheb. Red Skins                       | Sheb. Red Skins                       | 53                                    | 26                                    | 38                                    |  |
|  | 3                                      | Oshkosh All-Stars                      | 31                                     | 34                                     | 27                                     |  |  |                                       |                                       |                                       |                                       |                                       |                                       |                                       |  |

## Vincitore
| Campione NBL 1943-1944                 |
| -------------------------------------- |
| Fort Wayne Zollner Pistons (1º titolo) |

## Premi NBL
- NBL Most Valuable Player: Bobby McDermott, Fort Wayne Zollner Pistons
- NBL Rookie of the Year: Mel Riebe, Cleveland Chase Brassmen
- NBL Coach of the Year: Bobby McDermott, Fort Wayne Zollner Pistons
- All-NBL First Team
  - Ed Dancker, Sheboygan Red Skins
  - Buddy Jeannette, Fort Wayne Zollner Pistons
  - Bobby McDermott, Fort Wayne Zollner Pistons
  - Mel Riebe, Cleveland Chase Brassmen
  - Clint Wager, Oshkosh All-Stars
- All-NBL Second Team
  - Jerry Bush, Fort Wayne Zollner Pistons
  - Rube Lautenschlager, Sheboygan Red Skins
  - Jake Pelkington, Fort Wayne Zollner Pistons
  - Charley Shipp, Oshkosh All-Stars
  - Ken Suesens, Sheboygan Red Skins